# Stentorg
Ett stentorg, ibland kallat stenåker, är en yta eller ett område där vatten spolat bort allt utom stenar och klippor. Gamla stränder kan ibland ses i form av stentorg. Liknande ytor som är täckta med likstora vattenslipade stenar kallas klapperstensfält.
Ordet stentorg används ibland synonymt med röjningsröse.